# Ferdinand von Mallorca
Ferdinand von Mallorca (katalanisch: Ferran de Mallorca; * 1278 in Perpignan; † Juli 1316 auf dem Peloponnes) war ein Infant des Königreich Mallorca und ein Titularfürst von Achaia aus dem Haus Barcelona.
Ferdinand war ein jüngerer Sohn des Königs Jakob II. von Mallorca und dessen Ehefrau Esclarmonde von Foix. Er führte das rastlose Leben eines Söldners und kommandierte im Auftrag seines Cousins, König Friedrich II. von Sizilien, die Katalanische Kompanie in Griechenland. Dort stritt er sich aber mit anderen Söldnern um die Führung der Kompanie und geriet zeitweise in die Gefangenschaft Venedigs. Nach seiner Freilassung 1310 kämpfte er in Spanien gegen die Mauren.
1313 zog er wieder nach Sizilien, wo er Isabella von Sabran heiratete. Deren Mutter war Marguerite de Villehardouin, die einen Anspruch auf das Fürstentum Achaia gegen ihre Nichte Mathilde von Hennegau und deren Ehemann Ludwig von Burgund erhob. Marguerite trat diesen Anspruch an ihre Tochter und Ferdinand ab. Sowohl die Schwiegermutter und die Ehefrau starben 1315, worauf Ferdinand mit einem kleinen Heer nach Griechenland aufbrach, Glarentza einnahm und sich im Namen seines unmündigen Sohnes zum Regenten von Achaia proklamieren ließ. Dort heiratete er Isabella d’Ibelin, eine Tochter des Seneschalls von Zypern, Philipp von Ibelin. Im Frühjahr 1316 kehrten aber Mathilde von Hennegau und ihr Mann Ludwig von Burgund mit venezianischer Unterstützung nach Griechenland zurück und zogen ein Heer zusammen. Am 5. Juli 1316 verlor Ferdinand gegen seine Gegner die Schlacht bei Manolada und wurde anschließend enthauptet.
Sein einziger Sohn aus erster Ehe war der spätere König von Mallorca, Jakob III. (* 5. April 1315 in Catania; † gefallen am 25. Oktober 1349 bei Llucmajor).
Aus der zweiten Ehe ging der auf Zypern postum geborene Sohn Fernando de Mallorca (* 5. Mai 1317, † 1343/47) hervor, welcher die Prinzessin Eschiva heiratete, eine Tochter König Hugos IV. von Zypern.

## Quelle
- Die Chronik des Ramón Muntaner, übersetzt ins Englische von Lady Goodenough (PDF-Datei; 1,33 MB)

| Personendaten    | Personendaten                                                                     |
| ---------------- | --------------------------------------------------------------------------------- |
| NAME             | Ferdinand von Mallorca                                                            |
| ALTERNATIVNAMEN  | Ferran de Mallorca                                                                |
| KURZBESCHREIBUNG | Infant des Königreich Mallorca und Titularfürst von Achaia aus dem Haus Barcelona |
| GEBURTSDATUM     | 1278                                                                              |
| GEBURTSORT       | Perpignan                                                                         |
| STERBEDATUM      | Juli 1316                                                                         |
| STERBEORT        | Peloponnes                                                                        |